# NGC 2735A
NGC 2735A је галаксија у сазвежђу Рак која се налази на NGC листи објеката дубоког неба.
Деклинација објекта је + 25° 56' 20" а ректасцензија 9h 2m 41,8s. Привидна величина (магнитуда) објекта NGC 2735 износи 15,3 а фотографска магнитуда 15,9. NGC 2735A је још познат и под ознакама MCG 4-22-3, CGCG 121-3, VV 40, ARP 287, NPM1G +26.0168, PGC 25402.